# Kanton Allègre
Der Kanton Allègre ist ein ehemaliger, bis 2015 bestehender französischer Wahlktreis im Arrondissement Le Puy-en-Velay, im Département Haute-Loire und in der Region Auvergne.

## Geschichte
Der Kanton wurde am 4. März 1790 im Zuge der Einrichtung der Départements als Teil des damaligen "Distrikts Le Puy" gegründet.
Mit der Gründung der Arrondissements am 17. Februar 1800 wurde der Kanton als Teil des damaligen Arrondissements Le Puy neu zugeschnitten.
Siehe auch Geschichte Haute-Loire und Geschichte Arrondissement Le Puy-en-Velay.

## Gemeinden
| Gemeinde               | Einwohner 1. Januar 2022 | Fläche km² | Dichte Einw./km² | Code INSEE | Postleitzahl |
| ---------------------- | ------------------------ | ---------- | ---------------- | ---------- | ------------ |
| Allègre                | 892                      | 23,57      | 38               | 43003      | 43270        |
| Bellevue-la-Montagne   | 448                      | 32,74      | 14               | 43026      | 43350        |
| Céaux-d’Allègre        | 484                      | 32,41      | 15               | 43043      | 43270        |
| La Chapelle-Bertin     | 50                       | 11,29      | 4                | 43057      | 43270        |
| Fix-Saint-Geneys       | 141                      | 7,91       | 18               | 43095      | 43320        |
| Monlet                 | 406                      | 35,70      | 11               | 43138      | 43270        |
| Varennes-Saint-Honorat | 26                       | 11,91      | 2                | 43252      | 43270        |
| Vernassal              | 363                      | 19,23      | 19               | 43259      | 43270        |